# Дюпати, Эммануэль Мерсье
Луи-Эмануэль-Шарль-Мерсье Дюпати (фр. Louis-Emmanuel-Félicité-Charles Mercier Dupaty; 30 июля 1775, Бланкфорт, — 29 июля 1851, Париж) — французский драматург, член Французской академии.

## Биография
Родился 30 июля 1775 года в семье писателя Шарля Дюпати.
Пример отца увлёк и сына к писательской деятельности. Но прежде он должен был пройти военную службу; в 1792 году был призван матросом в морскую службу. В 1794 году, уже мичманом, находился в составе эскадры под командованием Вилларе, которая была атакована эскадрой адмирала Хау. Выживший в этом сражении. Дюпати был отправлен в командировку на юго-запад Франции в качестве инженера-гидрографа.
Оставив в 1797 году военную службу, приехал в Париж, где познакомился с Далейраком, который согласился написать музыку к первому произведению Дюпати — комической оперетке в одном действии «Слуги в передней» («Les valets dans l’antichambre»). Она была переименована в «Picaros et Diego ou la Folle Soirée» и в 1802 году была запрещена, поскольку в ней усмотрели сатиру на правительство; Дюпати был арестован и отправлен как государственный преступник в Брест; но вскоре освобождён. Участвовал в обороне Парижа в 1814 году.
Лучшей из его пьес считается «La prison militaire». Из других его произведений особенно известны: сатирическая поэма «Les délateurs» (1819) и «L’art poétique pour les jeunes personnes, ou lettres à Isaure sur la poésie» (1823—1824).
В 1836 году был избран членом Французской академии. В 1842 году стал администратором библиотеки Арсенала. 
Умер в Париже 29 июля 1851 года. Был похоронен на кладбище Пер-Лашез (уч. 27).